# Liste d'organisations en géosciences

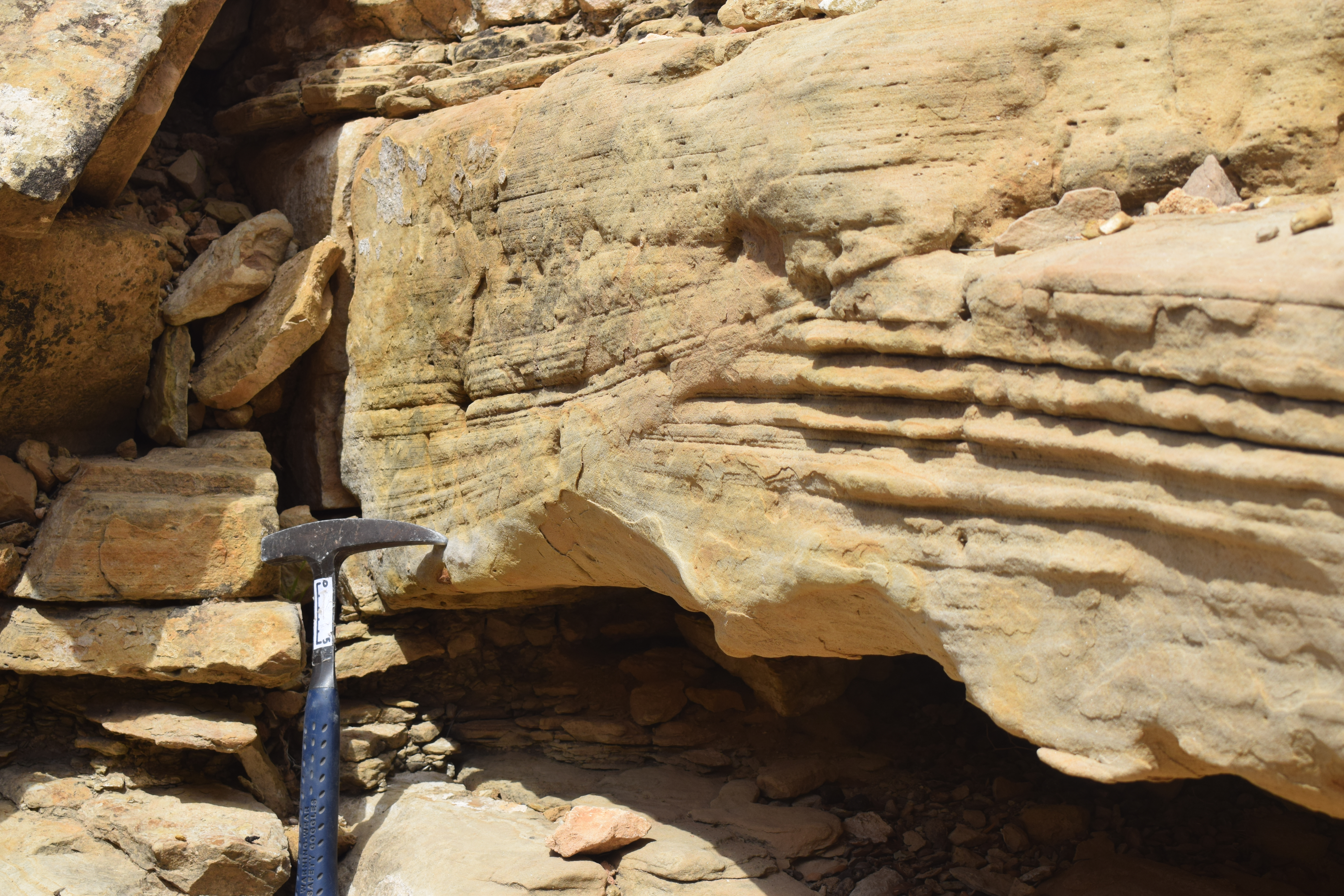
Cross-beds dans un grès fluviatile Crétacé du bassin d'Agadir (Maroc), les stratifications sont étudiées en sédimentologie

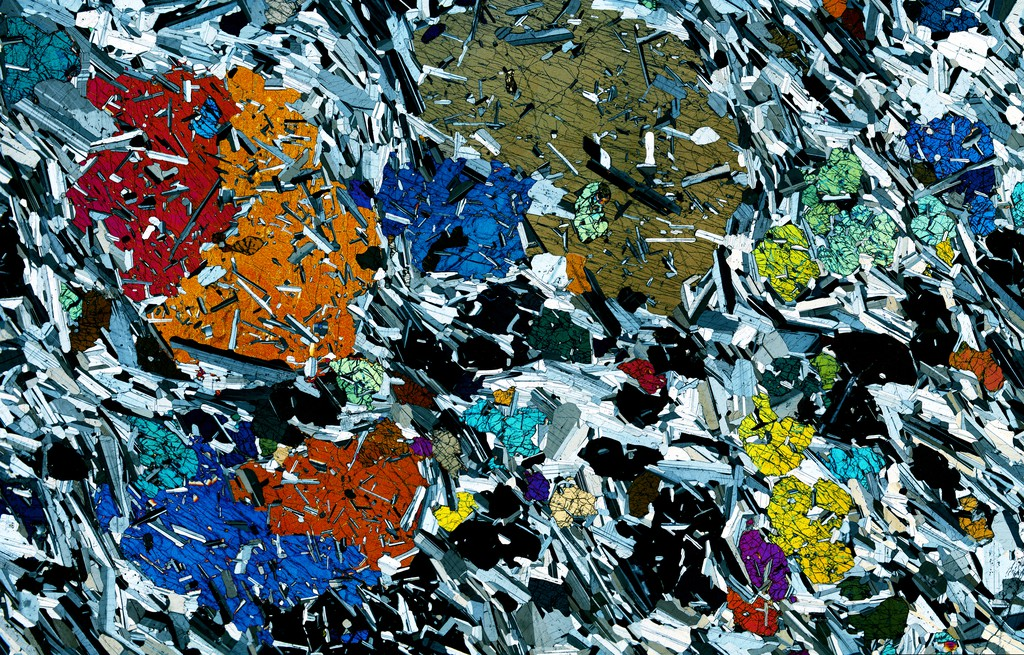
Lame mince de Gabbro observée en lumière polarisée analysée, technique de la pétrographie

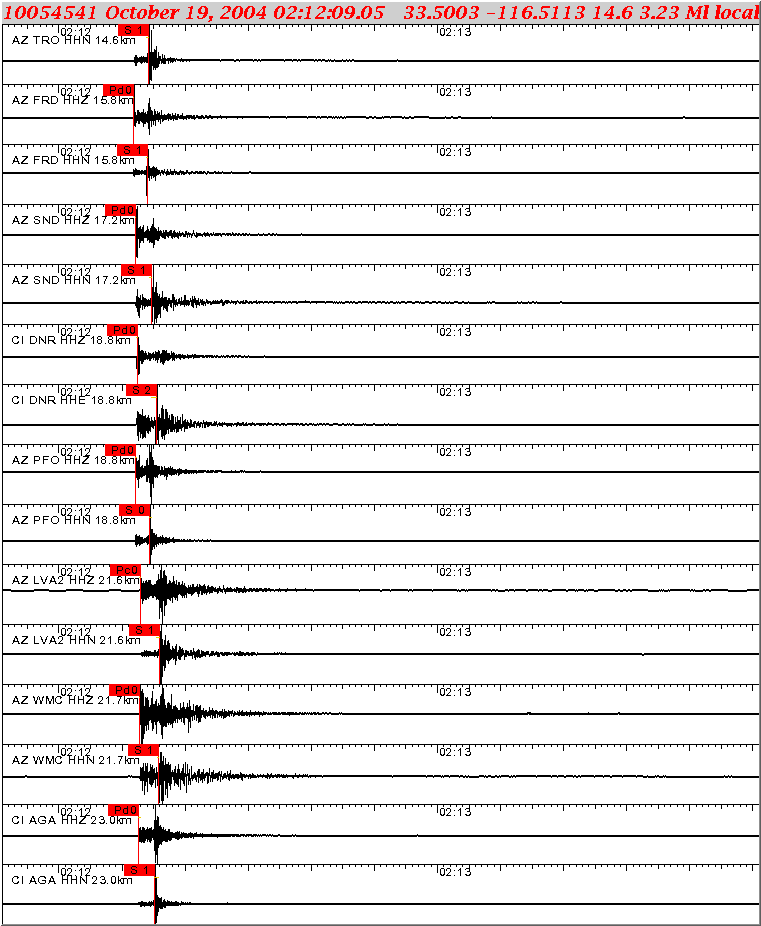
Sismogrammes de l'United States Geological Survey utilisés en géophysique

Cette liste présente les organismes dans le domaine des géosciences (géologie, géophysique, géochimie, sédimentologie, hydrologie, océanographie…),,.

## Organismes gouvernementaux
- British Geological Survey (BGS)
- Bureau de recherches géologiques et minières (BRGM)
- Central Geological Survey (CGS)
- Commission géologique d'Autriche (GBA)
- Service géologique de Belgique (GSB)
- Commission géologique du Canada (GSC)
- Service géologique de Chine (GSC)
- Geological Survey of India (GSI)
- Geological Survey of Newfoundland and Labrador
- Geological Survey of Pakistan (GSP)
- Institut national de géophysique et de volcanologie (INGV)
- Nigerian Geological Survey Agency (NGSA)
- Oregon State Board of Geologist Examiners (OSBGE)
- Saudi Geological Survey (SGS)
- Institut d'études géologiques des États-Unis (USGS)

## Sociétés savantes
- Accra Mining Network (AMN)
- American Association of Petroleum Geologists (AAPG)
- American Association of Stratigraphic Palynologists  (AASP)
- American Gemological Society (AGS)
- American Geosciences Institute (AGI)
- American Institute of Hydrology (AIH)
- American Institute of Professional Geologists (AIPG)
- American Rock Mechanics Association (ARMA)
- American Society of Limnology and Oceanography  (ASLO)
- Arizona Geological Society  (AGS)
- Asia Oceania Geosciences Society (AOGS)
- Association for Women Geoscientists (AWG)
- Association of American State Geologists  (AASG)
- Association of Earth Science Editors (AESE)
- Association of Environmental & Engineering Geologists  (AEG)
- Association of Professional Geoscientists of Ontario
- Atlantic Geoscience Society (AGS)
- Australian Clay Minerals Society (ACMS)
- Australian Institute of Geoscientists (AIG)
- Australian Society of Exploration Geophysicists (ASEG)
- British Organic Geochemical Society   (BOGS)
- British Sedimentological Research Group
- CAMESE (Canadian Association of Mining Equipment and Services for Export)
- Canadian Geophysical Union
- Canadian Institute of Mining, Metallurgy and Petroleum  (CIM)
- Canadian Society of Exploration Geophysicists (CSEG)
- Canadian Society of Petroleum Geologists
- Chinese Academy of Geological Sciences (CAGS)
- Chinese Geoscience Union (CGU)
- The Clay Minerals Society (CMS)
- Colegio de Geólogos de Chile
- Council for Undergraduate Research-Geosciences Division  (CUR)
- Decennial Mineral Exploration Conferences (DMEC)
- Delft Organization of Geophysics Students (DOGS)
- Deutsche Geophysikalische Gesellschaft, (DGG) (German Geophysical Society)
- Edinburgh Geological Society
- Environmental and Engineering Geophysical Society  (EEGS)
- European Association of Geoscientists and Engineers (EAGE)
- European Association of Science Editors (EASE)
- European Federation of Geologists (EFG)
- Friends of Mineralogy (FOM)
- Geo-Institute of the American Society of Civil Engineers (GI)
- Geological Association at Berkeley (GAB)
- Geological Society of Australia (GSA)
- Geological Society of Glasgow
- Geological Society of India
- Geological Society of Washington (GSW)
- Geologists' Association (GA)
- Gemological Institute of America (GIA)
- Geoscience Australia
- Geoscience Information Society (GSIS)
- Geoscientists Canada
- Ghana Institution of Geoscientists (GhIG)
- History of Earth Sciences Society (HESS)
- International Association of Geomorphologists (IAG/AIG)
- International Association of Hydrogeologists/U.S. National Chapter (IAH)
- International Association of Hydrological Sciences (IAHS/AISH)
- International Association of Planetary Sciences (IAPS)
- International Association for Mathematical Geosciences (IAMG)
- International Association for Promoting Geoethics (IAPG)
- International Association of Sedimentologists (IAS)
- International Association of Volcanology and Chemistry of the Earth's Interior (IAVCEI)
- International Basement Tectonics Association
- International Commission on Stratigraphy  (ICS)
- International Glaciological Society (IGS)
- International Institute for Geo-Information Science and Earth Observation (ITC)
- International Union of Geodesy and Geophysics (IUGG)
- International Union of Geological Sciences (IUGS)
- International Union of Soil Sciences (IUSS)
- Japan Geoscience Union (JpGU)
- Micropalaeontological Society
- Mining, Geological & Metallurgical Institute of India
- Myanmar Geosciences Society (MGS)
- Myanmar Geologist Society, Singapore (MGSS)
- National Association of Black Geologists and Geophysicists (NABGG)
- National Association of Geoscience Teachers (NAGT)
- National Association of State Boards of Geology (ASBOG)
- National Cooperative Soil Survey (NCSS)
- National Earth Science Teachers Association
- National Society of Consulting Soil Scientists (NSCSS)
- National Speleological Society (NSS)
- Nigerian Mining and Geosciences Society (NMGS)
- North American Commission of Stratigraphic Nomenclature (NACSN)
- Norwegian Geological Survey (NGU)
- Palaeontographical Society
- Palaeontological Association (PalAss)
- Paleobotanical Section of the Botanical Society of America (PSBSA)
- Paleontological Research Institution (PRI)
- Petroleum Exploration Society of Australia (PESA)
- Petroleum Exploration Society of Great Britain (PESGB)
- Petroleum History Institute (PHI)*Prospectors & Developers Association of Canada (PDAC)
- Pittsburgh Association of Petroleum Geologists (PAPG)
- Pittsburgh Geological Society (PGS)
- Quaternary Research Association (QRA)
- Rockwatch
- Rocky Mountain Association of Geologists (RMAG)
- Royal Astronomical Society  (RAS)
- Royal Geological Society of Cornwall (RGSC)
- Russell Society
- Seismological Society of America (SSA)
- Serbian Geological Society (SGD)
- Société américaine de géologie (GSA)
- Société américaine de minéralogie (MSA)
- Société de paléontologie (PS)
- Société de paléontologie des vertébrés (SVP)
- Société géologique de France (SGF)
- Société géologique de Londres (GSL)
- Society for Mining, Metallurgy, and Exploration (SME)
- Society for Sedimentary Geology (SEPM)
- Society of Economic Geologists (SEG)
- Society of Exploration Geophysicists (SEG)
- Society of Independent Professional Earth Scientists (SIPES)
- Society of Mineral Museum Professionals (SMMP)
- Society of Petrophysicists and Well Log Analysts (SPWLA)
- Soil Science Society of America (SSSA)
- South Wales Geologists' Association (SWGA)
- The Society for Organic Petrology (TSOP)
- Union américaine de géophysique (AGU)
- Union européenne des géosciences (EGU)
- Union internationale des sciences géologiques (UISG)
- United States Consortium of Soil Science Associations (USCSSA)
- United States Permafrost Association (USPA)